# Cuvier Grover
Cuvier Grover (24 juillet 1828 - 6 juin 1885) est un officier de carrière de l'armée des États-Unis et un général de l'armée de l'Union pendant la guerre de Sécession.

## Avant la guerre
Grover naît à Bethel, dans le Maine, le jeune frère du gouverneur et sénateur La Fayette Grover de l'Oregon. Diplômé de l'académie militaire de West Point en 1850,, il est promu premier lieutenant dans le 1st U.S Artillery en 1855. Il est promu capitaine en 1858 et participe à al guerre de l'Utah. Grover est en poste sur la frontière occidentale et est en poste au Nouveau-Mexique lors du déclenchement de la guerre de Sécession, avant d'être transféré pour aider aux préparatifs des défenses de Washington, D.C.. 

## Guerre de Sécession
Il est nommé brigadier général des volontaires en avril 1862, mais avec une date de prise de rang au 14 avril 1861, le lendemain de l'évacuation du fort Sumter, faisant de lui l'un des plus anciens généraux de l'armée. Il sert en tant que commandant de brigade dans le IIIe corps de l'armée du Potomac, poste où il obtient une distinction lors de la bataille de Williamsburg et est breveté lieutenant-colonel dans l'armée régulière, et étant promu colonel pour acte de bravoure à la bataille de Seven Pines. 
Sa brigade est transférée dans le commandement du major général John Pope et il est cité pour sa bravoure dans la tête d'une charge à la baïonnette contre les forces confédérées de Stonewall Jackson lors de la seconde bataille de Bull Run. Lors de cette bataille , il commande brièvement une division.
Grover est transféré dans le département du golfe, en décembre 1862, et il commande une division dans le XIXe corps lors de la capture de Baton Rouge et le Siège de Port Hudson. De retour dans l'est en août 1864, il participe à la troisième bataille de Winchester alors qu'il est affecté au commandement du général Philip Sheridan,  à  celles de Fisher's Hill et de Cedar Creek, où il est blessé et breveté major général des volontaires. Grover est ensuite transféré dans le département du sud et en février 1865 il prend le commandement du district de Savannah.
Avant la fin de la guerre, Grover est breveté major général dans l'armée régulière, le 13 mars 1865, avant de retourner sur la frontière et à un service de garnison avec la cavalerie des États-Unis.

## Après la guerre
Après la guerre, il reste dans l'armée régulière en tant que lieutenant-colonel du 38th U.S. Infantry. puis du 3rd U.S. Cavalry. En 1875, il devient colonel du 1st U.S. Cavalry.
Grover meurt à Atlantic City, au New Jersey, et est enterré dans le cimetière de West Point.